# Eudorylas cressoni
Eudorylas cressoni är en tvåvingeart som först beskrevs av Johnson 1919.  Eudorylas cressoni ingår i släktet Eudorylas och familjen ögonflugor.
Artens utbredningsområde är Jamaica. Inga underarter finns listade i Catalogue of Life.